# エコマテリアル
エコマテリアルは、エコマテリアル・フォーラムによって提唱されている概念で、「優れた特性・機能を持ちながら、より少ない環境負荷で製造・使用・リサイクルまたは廃棄でき、しかも人に優しい材料（または材料技術）」を指す。Environmental Conscious Materials（環境を意識した材料）の略。

## 基本的な考え方
1. アメニティ性･･･人へのやさしさ
2. 環境調和性･･･環境へのやさしさ
3. フロンティア性･･･材料の特性

エコマテリアルは、アメニティ性、環境調和性、フロンティア性の3軸の最大化、つまり「人、環境、材料」の融和を目標とした材料である。

## ６つの特性
1. 環境影響物質削減･･･有害物質の排出を削減する素材。　(例　鉛フリーはんだ、鉛フリー快削鋼、ハロゲンフリー難燃プラ、クロメートフリー鋼板)
2. 低環境負荷資源･･･資源採掘時の環境負荷が小さい、または再生性資源を使った素材。　(例　ウッドセラミックス、エコセメント)
3. 低環境負荷プロセス･･･加工し素材化されるまで、またリサイクルや廃棄時の環境負荷が小さい素材。　(例　低エネルギープロセスで得られた素材、TULC缶)
4. 高リサイクル性･･･リサイクル時に必要なエネルギーや資源が比較的少ない素材。(例　組成統合合金及びプラ、単純組成素材、アップグレードリサイクル素材)
5. 使用時の高生産性･･･使用時により少ない資源投入で効果を上げられる、または耐久性やエネルギーロス削減に優れた素材。　(例　低負荷構造材料、低損失材料、高動力材料)
6. 環境浄化性･･･周囲の有害成分を分解、吸収、凝縮などで除去できる素材。　(例　光触媒、環境触媒、ゼオライト)[3]

## エコマテリアルの機能
エコマテリアルは以下のどれか一つまたは複数にあてはまる材料である。
- 有害物質の拡散が抑えられる
- 温暖化物質などの排出が減らせる
- 汚染を防止して浄化できる
- 資源・エネルギー消費が減らせる
- 埋立・焼却量が減らせる
- 循環利用がしやすくなる

これらを機能対応型、システム要素型、低負荷循環型と大きく分類した上で、エネルギー関係の機能を重視する考え方もある。
環境負荷を定量的に評価する方法として、ライフサイクルアセスメントが用いられている。
近年はTMR（Total Material Requirement、関与物質総量)が重要な指標となっている。これは
鉱山などで掘り起こされる鉱石等の総量を示すものである。

## 材料系
実際の材料系では、上記の機能別の材料の中でそれぞれ鉄系、非鉄金属系、セラミックス系、ポリマー系、バイオマスなどがある。たとえば、鉛フリーはんだは、有害物質を含まない機能で非鉄金属系である。非鉄金属系には銀系、インジウム系なども挙げられる。

## 今後の展開
第9回エコマテリアル国際会議で、2050年に向けたエコマテリアルロードマップがまとめられた。以下はその発展段階(phase)である。
Phase１.環境効率を高める(生産者の視点)＝Eco-Starの適用
Phase２.環境調和の拡大と環境活動の実践(消費者の視点)＝省エネルギー、省資源、再生可能エネルギー、リサイクル、回生などを知る
Phase３.地域社会に適合する新たな生活スタイル(将来)＝地産地消、スローライフなど
これらは、エコマテリアルの基本的な考え方としてあげた、アメニティ性、環境調和性、フロンティア性の3つの軸を継承するものである。